# 강동 이씨
강동 이씨(江東李氏)는 한국의 성씨이다. 시조는 조선에서 문과에 병과로 급제하고 군수(郡守)를 지낸 이만욱(李萬郁)이다.

## 참고 자료
- “강동이씨(江東李氏)”. 뿌리를 찾아서.[깨진 링크(과거 내용 찾기)]